# Willem Dafoe
William James "Willem" Dafoe  (Appleton, 22 de julho de 1955) é um ator americano. Conhecido por sua prolífica carreira, Dafoe ficou conhecido pela variedade de personagens que interpreta, possuindo a aparência ideal para interpretar delinqüentes, dementes, maníacos e pessoas traumatizadas ou problemáticas. Ele recebeu diversas prêmios, incluindo um Coppa Volpi, com indicações a quatro Oscars, um British Academy Film Award e quatro Globos de Ouro. Ele recebeu um Urso de Ouro Honorário em 2018.
Ele possui atuações em filmes como Platoon, A Última Tentação de Cristo, Homem-Aranha, Mississipi em Chamas, Viver e Morrer em Los Angeles, John Wick - De Volta ao Jogo, O Farol, Pobres Criaturas, Homem-Aranha: Sem Volta Pra Casa, Coração Selvagem, Psicopata Americano e Nosferatu.

## Biografia
Willem Dafoe, nascido William Dafoe, em Appleton, Wisconsin, foi o sexto dos sete filhos de William, um cirurgião, e uma enfermeira de Boston, que trabalhavam no mesmo hospital. Durante o colegial, adquiriu o apelido Willem, que também é a versão holandesa de seu nome. Estudou artes dramáticas na Universidade de Wisconsin-Milwaukee, porém a abandonou antes de se formar para integrar o grupo de teatro de vanguarda Theatre X, recém-formado.
Teve um relacionamento de 27 anos com a diretora teatral Elizabeth LeCompte, com quem teve um filho em 1982, Jack. É casado desde 2005 com a atriz e diretora italiana Giada Colagrande.

## Filmografia

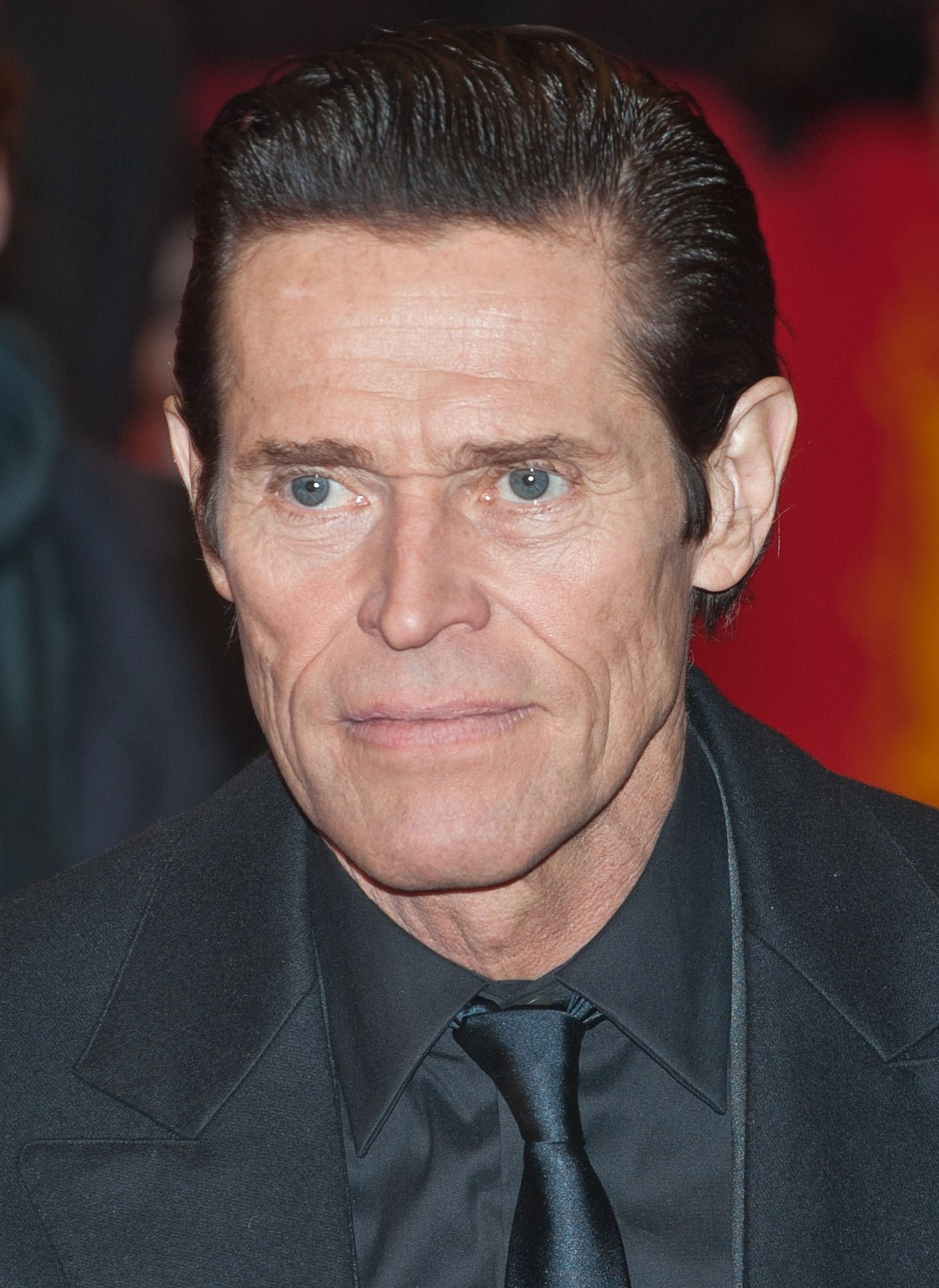
Willem Dafoe no Festival de Berlim, em 2014.

### Cinema
| Ano  | Título                                 | Papel                          | Nota                            |
| ---- | -------------------------------------- | ------------------------------ | ------------------------------- |
| 1980 | O Portal do Paraíso                    | Extra                          | não-creditado                   |
| 1982 | The Loveless                           | Vance                          |                                 |
| 1983 | Fome de Viver                          | 2º jovem na cabine telefônica  |                                 |
| 1984 | New York Nights                        | Boyfriend                      |                                 |
| 1984 | Ruas de Fogo                           | Raven Shaddock                 |                                 |
| 1985 | Roadhouse 66                           | Johnny Harte                   |                                 |
| 1985 | To Live and Die in L.A.                | Erick 'Rick' Masters           |                                 |
| 1986 | Platoon                                | Sgt. Elias K. Grodin           |                                 |
| 1988 | Off Limits                             | Buck McGriff                   |                                 |
| 1988 | A Última Tentação de Cristo            | Jesus                          |                                 |
| 1988 | Mississippi em Chamas                  | Agente Alan Ward               |                                 |
| 1989 | Triumph of the Spirit                  | Salamo Arouch                  |                                 |
| 1989 | Nascido em 4 de Julho                  | Charlie – Villa Dulce          |                                 |
| 1990 | Cry-Baby                               | Guard                          | part. especial                  |
| 1990 | Coração Selvagem                       | Bobby Peru                     |                                 |
| 1991 | Flight of the Intruder                 | Ten.-com. Virgil 'Tiger' Cole  |                                 |
| 1992 | Areias Brancas                         | Vice-xerife Ray Dolezal        |                                 |
| 1992 | Light Sleeper                          | John LeTour                    |                                 |
| 1993 | Body of Evidence                       | Frank Dulaney                  |                                 |
| 1993 | Faraway, So Close!                     | Emit Flesti                    |                                 |
| 1994 | Tom & Viv                              | Tom Eliot                      |                                 |
| 1994 | Perigo Real e Imediato                 | John Clark                     |                                 |
| 1995 | Victory                                | Axel Heyst                     |                                 |
| 1995 | The Night and the Moment               | The Writer                     |                                 |
| 1996 | Basquiat                               | O Eletricista                  |                                 |
| 1996 | O Paciente Inglês                      | David Caravaggio               |                                 |
| 1997 | Velocidade Máxima 2                    | John Geiger                    |                                 |
| 1997 | Temporada de Caça                      | Rolfe Whitehouse               |                                 |
| 1998 | Lulu on the Bridge                     | Dr. Van Horn                   |                                 |
| 1998 | New Rose Hotel                         | X                              |                                 |
| 1999 | eXistenZ                               | Gas                            |                                 |
| 1999 | The Boondock Saints                    | Agent Paul Smecker             |                                 |
| 2000 | Psicopata Americano                    | Det. Donald Kimball            |                                 |
| 2000 | Fábrica de Animais                     | Earl Copen                     |                                 |
| 2000 | A Sombra do Vampiro                    | Max Schreck                    |                                 |
| 2000 | Bullfighter                            | Father Ramirez                 |                                 |
| 2001 | Pavilion of Women                      | Father Andre                   |                                 |
| 2001 | Os Anjos da Guerra                     | Priest                         |                                 |
| 2002 | Homem-Aranha                           | Norman Osborn / Duende Verde   |                                 |
| 2002 | Auto Focus                             | John Henry Carpenter           |                                 |
| 2003 | Procurando Nemo                        | Gill                           | voz                             |
| 2003 | Um Crime de Paixão                     | Martin                         |                                 |
| 2003 | Era uma Vez no México                  | Armando Barillo                |                                 |
| 2003 | Camel Cricket City                     | Camel Cricket                  | curta-metragem (voz)            |
| 2004 | The Clearing                           | Arnold Mack                    |                                 |
| 2004 | Homem-Aranha 2                         | Norman Osborn                  | part. especial                  |
| 2004 | A Vida Marinha com Steve Zissou        | Klaus Daimler                  |                                 |
| 2004 | Control                                | Dr. Michael Copeland           |                                 |
| 2004 | The Aviator                            | Roland Sweet                   |                                 |
| 2005 | Triplo X 2: Estado de Emergência       | General George Deckert         |                                 |
| 2005 | Manderlay                              | Pai de Grace                   |                                 |
| 2005 | The Black Widow                        | Leslie                         |                                 |
| 2005 | Ripley Under Ground                    | Neil Murchison                 |                                 |
| 2006 | Tudo Pela Fama                         | Chief of Staff                 |                                 |
| 2006 | O Plano Perfeito                       | Capt. John Darius              |                                 |
| 2006 | Tales from Earthsea                    | Cob                            | voz - versão em inglês          |
| 2006 | Paris, je t'aime                       | O Cowboy                       | Segmento: "Place des Victoires" |
| 2007 | O Acompanhante                         | Senador Larry Lockner          |                                 |
| 2007 | As Férias de Mr. Bean                  | Carson Clay                    |                                 |
| 2007 | Homem-Aranha 3                         | Norman Osborn                  | part. especial não-creditada    |
| 2007 | Go Go Tales                            | Ray Ruby                       |                                 |
| 2007 | Anamorph                               | Det. Stan Aubrey               |                                 |
| 2008 | Um Segredo entre Nós                   | Charles Waechter               |                                 |
| 2008 | Adam Resurrected                       | Commandant Klein               |                                 |
| 2008 | The Dust of Time                       | A                              |                                 |
| 2009 | Anticristo                             | He                             |                                 |
| 2009 | O Fantástico Senhor Raposo             | Rato                           | voz                             |
| 2009 | Cirque du Freak: O Aprendiz de Vampiro | Gavner Purl                    |                                 |
| 2009 | The Boondock Saints II: All Saints Day | Paul Smecker                   | part. especial                  |
| 2009 | 2019: O Ano da Extinção                | Elvis                          |                                 |
| 2009 | My Son, My Son, What Have Ye Done      | Detetive Havenhurst            |                                 |
| 2010 | O Caso Farewell                        | Feeney                         |                                 |
| 2010 | Meu Ódio será sua Herança              | Field Marshall (voz)           |                                 |
| 2010 | Miral                                  | Eddie                          |                                 |
| 2011 | O Caçador                              | Martin                         |                                 |
| 2012 | John Carter                            | Tars Tarkas                    |                                 |
| 2012 | Tomorrow You're Gone                   | The Buddha                     |                                 |
| 2013 | The Smile Man                          | Willem                         | Curta-metragem                  |
| 2013 | Ninfomaníaca                           | L                              |                                 |
| 2013 | Odd Thomas (filme) [en]                | Chefe Wyatt Porter             |                                 |
| 2014 | John Wick – De Volta ao Jogo           | Marcus                         |                                 |
| 2014 | A Culpa é das Estrelas                 | Peter Van Houten               |                                 |
| 2014 | O Grande Hotel Budapeste               | J.G. Jopling                   |                                 |
| 2014 | A Most Wanted Man                      | Tommy Brue                     |                                 |
| 2016 | Meu Amigo Hindu                        | Diego                          |                                 |
| 2016 | Um Homem de Família                    | Ed Blackridge                  |                                 |
| 2017 | Cães Selvagens                         | Mad Dog                        |                                 |
| 2017 | Death Note                             | Ryuk                           | Voz                             |
| 2017 | Assassinato no Expresso do Oriente     | Gangster Gerhard Hardman       |                                 |
| 2017 | The Florida Project                    | Bobby Hicks                    |                                 |
| 2018 | Aquaman                                | Nuidis Vulko                   |                                 |
| 2018 | At Eternity's Gate                     | Vincent Van Gogh               |                                 |
| 2019 | The Lighthouse                         | Thomas Wake                    |                                 |
| 2019 | Motherless Brooklyn                    | Paul Randolph                  |                                 |
| 2019 | Tommaso                                | Tommaso                        |                                 |
| 2020 | The Last Thing He Wanted               | Richard McMahon                |                                 |
| 2021 | Zack Snyder's Justice League           | Nuidis Vulko                   |                                 |
| 2021 | The French Dispatch                    | Albert the Abacus              |                                 |
| 2021 | Homem-Aranha: Sem Volta Para Casa      | Norman Osborn / Duende Verde   |                                 |
| 2021 | The Card Counter                       | Major John Gordo               |                                 |
| 2021 | Nightmare Alley                        | Clement "Clem" Hoately         |                                 |
| 2022 | O Homem do Norte                       | Heimir, the fool               |                                 |
| 2023 | Asteroid City                          | Saltzburg Keitel               |                                 |
| 2023 | Inside                                 | Nemo                           |                                 |
| 2023 | Finalmente L'alba                      | Rufus Priori                   |                                 |
| 2023 | Gonzo Girl                             | Walker Reade                   |                                 |
| 2023 | O Menino e a Garça                     | Nobre Garça                    | Voz                             |
| 2023 | Pet Shop Days                          | Francis                        |                                 |
| 2023 | Pobres Criaturas                       | Dr. Godwin Baxter              |                                 |
| 2024 | Kinds of Kindness                      | Raymond/George/Omi             |                                 |
| 2024 | Beetlejuice Beetlejuice                | Wolf Jackson                   |                                 |
| 2024 | Saturday Night                         | Dave Tebet                     |                                 |
| 2024 | Nosferatu                              | Prof. Albin Eberhart Von Franz |                                 |
| 2025 | The Legend of Ochi                     | Maxim                          |                                 |
| 2025 | The Birthday Party                     | Marcos Timoleon                | Pós-produção                    |
| TBA  | The Man In My Basement                 | Anniston Bennet                | Pós-produção                    |
| TBA  | The Phoenician Scheme                  | TBA                            | Pós-produção                    |

### Televisão
| Ano  | Título                | Papel        |                                           |
| 1986 | The Hitchhiker        | Jeffrey Hunt | "Ghostwriter"                             |
| 1991 | Fishing With John     | Ele próprio  | Segmento: "Ice Fishing In Northern Maine" |
| 1997 | Os Simpsons           | O Comandante | "The Secret War of Lisa Simpson" (Voz)    |
| 2007 | Uma Família da Pesada | Ele próprio  | Lois Kills Stewie                         |

### Videogames
| Ano       | Título                                | Papel                        |
| --------- | ------------------------------------- | ---------------------------- |
| 2002      | Spider-Man                            | Norman Osborn / Duende Verde |
| 2004      | James Bond 007: Everything or Nothing | Nikolai Diavolo              |
| 2013-2014 | Beyond: Two Souls                     | Nathan Dawkins               |

## Prêmios e Indicações

#### Oscar
| Ano  | Categoria               | Filme                 | Resultado |
| ---- | ----------------------- | --------------------- | --------- |
| 1987 | Melhor Ator Coadjuvante | Platoon               | Indicado  |
| 2001 | Melhor Ator Coadjuvante | Shadow of the Vampire | Indicado  |
| 2018 | Melhor Ator Coadjuvante | The Florida Project   | Indicado  |
| 2019 | Melhor Ator             | At Eternity's Gate    | Indicado  |

#### Globo de Ouro
| Ano  | Categoria                         | Filme                 | Resultado |
| ---- | --------------------------------- | --------------------- | --------- |
| 2001 | Melhor Ator Coadjuvante em Cinema | Shadow of the Vampire | Indicado  |
| 2018 | Melhor Ator Coadjuvante em Cinema | The Florida Project   | Indicado  |
| 2019 | Melhor Ator em Cinema - Drama     | At Eternity's Gate    | Indicado  |
| 2024 | Melhor Ator Coadjuvante em Cinema | Poor Things           | Indicado  |

#### BAFTA
| Ano  | Categoria               | Filme               | Resultado |
| ---- | ----------------------- | ------------------- | --------- |
| 2018 | Melhor Ator Coadjuvante | The Florida Project | Indicado  |

#### SAG Awards
| Ano  | Categoria               | Filme                    | Resultado |
| ---- | ----------------------- | ------------------------ | --------- |
| 1997 | Melhor Elenco em Cinema | The English Patient      | Indicado  |
| 2001 | Melhor Ator Coadjuvante | Shadow of the Vampire    | Indicado  |
| 2015 | Melhor Elenco em Cinema | The Grand Budapest Hotel | Indicado  |
| 2018 | Melhor Ator Coadjuvante | The Florida Project      | Indicado  |
| 2024 | Melhor Ator Coadjuvante | Poor Things              | Indicado  |

#### Critics' Choice Awards
| Ano  | Categoria                         | Filme                              | Resultado |
| ---- | --------------------------------- | ---------------------------------- | --------- |
| 2005 | Melhor Elenco                     | The Life Aquatic with Steve Zissou | Indicado  |
| 2018 | Melhor Ator Coadjuvante em Cinema | The Florida Project                | Indicado  |
| 2019 | Melhor Ator em Cinema             | At Eternity's Gate                 | Indicado  |
| 2020 | Melhor Ator Coadjuvante em Cinema | The Lighthouse                     | Indicado  |